# Miguel Ríos
Miguel Ríos Campaña (Granada; 7 de junio de 1944) es un cantautor de rock español y uno de los pioneros del rock en España.
Lleva activo desde los años 60, cuando era conocido como Mike Ríos, el Rey del Twist, y alcanzó su mayor éxito con el «Himno a la alegría», cuya versión en inglés «A Song of Joy» fue un éxito a nivel mundial a través de los arreglos del director de orquesta Waldo de los Ríos. Su álbum más vendido ha sido Rock and Ríos, un doble directo editado en 1982, considerado como el show más emblemático de la historia del rock en español. Cinco años más tarde presentó con éxito y un enorme apoyo en producción, en Televisión Española, el programa ¡Qué noche la de aquel año!, un repaso por la historia de la música rock en España. Desde entonces ha colaborado con infinidad de artistas de España e Hispanoamérica y participado en diversas giras con algunos de ellos, así como realizando versiones de algunas de sus canciones más emblemáticas, como en el caso de sus giras junto a Sabina, Víctor Manuel, Ana Belén o Serrat o en las grabaciones de temas exitosos de Joan Manuel Serrat, Roque Narvaja, Moris, Charly García o Alejandro Lerner. A lo largo de estos años su estilo ha variado desde el rock and roll más primigenio al progresivo o pop y, en los últimos años, hacia el jazz con big band o el blues.

## Biografía

### Los primeros años
Miguel Ríos nació en el barrio Cartuja de Granada, el menor de los nueve hijos de una familia de clase humilde. Su familia provenía del municipio granadino de Chauchina. Nada más acabar los estudios, en los Salesianos, tuvo que ponerse a trabajar. Su primera ocupación, a los quince años, fue como dependiente en un bar y posteriormente trabajó como empleado en la sección de discos de unos grandes almacenes, donde entraría en contacto con el rock and roll, lo que hizo nacer en él el deseo de convertirse en cantante. Por ese entonces Ríos descubriría la música de Elvis Presley, que lo inspiraría a volcarse definitivamente hacia una carrera musical. Al respecto, Ríos comentaría "su música me ayudó a tomar el tren de medianoche que cambiaría mi vida y durante años Elvis fue Dios y yo quise ser su profeta". 
Acompañado de un grupo de amigos, se presentó al concurso Cenicienta 60 de Radio Granada, interpretando «You Are My Destiny», de Paul Anka, y ganó. Con el permiso materno, ya que su padre había muerto unos meses antes, se trasladó a Madrid en 1960, cuando solo contaba dieciséis años, de la mano de un cazatalentos. Tras una primera etapa de apuros económicos, el 2 de enero de 1962 grabó con la compañía Polygram sus cuatro primeras canciones para un EP, trabajo por el que cobró 3000 pesetas.
Por entonces se decía que el rock and roll había muerto y que lo que triunfaría sería el twist, por lo que, deseoso de grabar a toda costa, accedió a ser bautizado comercialmente como Mike Ríos, el Rey del Twist, nombre que dio título a esa primera grabación y con el que se haría popular durante la primera mitad de los años 60. Así pues, en este primer trabajo se incluyó «El twist», versión en español del original de Hank Ballard y «Twist de Saint-Tropez», así como «Pera madura», un rock del italiano Pino Donaggio. Durante ese año graba tres EP más: «Mike Ríos» (que incluye el «Twist del reloj»), «Mike Ríos Locomoción» (con «La locomoción», versión del «The Loco-Motion» de Carole King y Gerry Golfin) y «Mike Ríos con Los Relámpagos. ¡Explosivo!» (con «Popotitos», versión del «Bonny Moronie» de Larry Williams)
En 1963 comienza a participar en las Matinales del Price, galas de música juvenil celebradas los sábados por la mañana en el Circo Price, y publica un nuevo EP con Los Relámpagos y otros dos ya sin el grupo. En el primero de ellos se incluye «El ritmo de la lluvia», versión del «Rhythm of the Rain» del grupo The Cascades. En esta época participa en un concurso presentado por Joaquín Soler Serrano.
En 1964 graba sus dos últimos trabajos como Mike Ríos. En el primero de ellos, acompañado por el grupo Los Sonor, se incluye «Oh, mi señor» («O mio signore» de Mogol, Vianello y Mapel). Para la grabación del tercer trabajo de ese año recupera por fin su nombre auténtico. En este disco se incluye el tema «Serenata bajo el sol», escrito por Waldo de los Ríos y para el que vuelven a acompañarle Los Relámpagos. El tema se incluiría al año siguiente en su primera incursión en el cine, Dos chicas locas, locas. Durante ese 1965 graba otros dos EP, en el segundo de los cuales se incluye «Melodía encadenada», versión del «Unchained Melody» de Alex North, y «Ayer», versión del «Yesterday» de The Beatles.
En 1966 abandona la discográfica Philips y firma contrato con la española Sonoplay, con la que en ese año grabará varios temas originales en los que comienza a colaborar a la hora de escribir las letras. Estos temas se recogerán en cuatro sencillos y en su último EP, que incluye cuatro temas de la película Hamelín, en la que participa. Al año siguiente Philips publica un sencillo que incluye la ya publicada «¡Oh, mi señor!» y «Tema para Rocío», de Herrero y Armenteros, de nuevo con Los Sonor.

### El gran éxito: elHimno a la alegría
En 1968 Miguel ficha por Hispavox y su primer sencillo con la nueva discográfica es un gran éxito, con dos temas que se convierten en clásicos de su carrera: «El río», de Fernando Arbex, y «Vuelvo a Granada», un homenaje a su ciudad natal escrito por el propio Miguel. En los siguientes sencillos repite éxito con temas como Contra el cristal, El cartel y Mira hacia ti.
En 1969 graba el que sería el mayor éxito de toda su carrera, el Himno a la alegría, una adaptación del último movimiento de la novena sinfonía de Beethoven, arreglada y dirigida por el argentino Waldo de los Ríos, destacado por sus versiones pop de grandes obras de la música clásica. Surgido en plena era del rock sinfónico y grabado por Miguel en inglés con el título A Song of Joy, alcanzó fama mundial en 1970, vendiendo siete millones de copias en todo el mundo y llegando a n.º 1 en Estados Unidos, Alemania, Francia, Italia y Reino Unido, además de tener gran éxito en otros países como Japón, Suecia, Austria, Holanda y Canadá.
Respecto al éxito obtenido, el propio Miguel Ríos declararía: «Supuso el que tomara conciencia de que podía cantar, escribir textos, utilizar la imaginación y construir algo sólido como un disco». Así pues, ese mismo año de 1969 publica Mira hacia ti, su primer "disco largo" (Long Play, LP), en el que se incluyen los éxitos de sus sencillos con Hispavox más otros temas nuevos.
Con su carrera ya plenamente consolidada, en 1970 publica Despierta y en 1971 Unidos, trabajos que se mueven en el ámbito del rock sinfónico. En 1972 ofrece una gira de conciertos que, con el nombre «Conciertos de rock y amor», suponen el despegue en el país de la infraestructura necesaria para este tipo de eventos. Fruto de la gira es el disco Miguel Ríos en directo: Conciertos de Rock y amor, uno de los primeros discos en directo grabados en España y en el que vuelve a las raíces del rock and roll con temas clásicos que hizo famosos Elvis Presley como «Hound Dog» o el «Rock de la cárcel» (Jailhouse Rock), pero en el que también interpreta por ejemplo «Cantares» de Joan Manuel Serrat. Ese mismo año de 1972 es detenido por fumar marihuana y, tras pasar veintisiete días en la cárcel de Carabanchel, es puesto en libertad sin cargos.
En 1974 comienza su etapa más comprometida con el LP Memorias de un ser humano, al que siguen en 1976 La huerta atómica, con reivindicaciones ecologistas, y, en 1977, con Al-Andalus se unió a la corriente de grupos que fusionaban el rock y el flamenco.

### Las grandes giras:Rock and Ríos.[7]
En 1978, patrocinada por la marca de vaqueros Red Box, organiza la gira La noche roja, que él mismo diseña, dirige y produce. Fue la primera gira con equipamiento traído desde Inglaterra, lo que permitió actuar con la misma calidad que las bandas anglosajonas, tanto en lo referente a la luz como al sonido, a los mejores grupos españoles del momento, como Triana, Iceberg, Tequila, Salvador y Guadalquivir.
En 1979 se publica Los viejos rockeros nunca mueren que, aunque tiene una buena respuesta entre sus seguidores, no hace predecir que en esta siguiente etapa de su carrera, entre finales de los 70 y comienzos de los 80, Ríos llegará a estar en lo más alto de la música española de la mano de «Santa Lucía», canción pop del compositor y cantante argentino Roque Narvaja, que el granadino transforma en una balada más lenta e incluida en su siguiente elepé Rocanrol bumerang (1980), y posteriormente con Año 2000 y Jugando a vivir, también esta última de Narvaja y pertenecientes al álbum Extraños en el escaparate (1981), presagiando un nuevo éxito de ventas al año siguiente y que llevaría al cantante a brillar de nuevo en lo más alto.
En 1982 Miguel publica la gran joya del rock ibérico de los 80: Rock and Ríos, doble álbum grabado en directo en Madrid los días 5 y 6 de marzo, en compañía de conocidos músicos como Mario Argandoña, Sergio Castillo, el neerlandés Thijs van Leer y Antonio García de Diego. Para ese entonces Ríos graba una versión de la canción Sábado a la Noche del roquero argentino Moris, la cual es también muy bien recibida por sus aficionados y público en general.
El disco, preludio de una gira multitudinaria por todo el país que se convirtió en una celebración de la recién estrenada democracia, fue el de mayor éxito de su carrera, vendiendo 400 000 ejemplares. Este mismo año participa haciendo los coros en la canción Déjame en paz, del disco Por el camino de Víctor Manuel.
En 1983 publica El rock de una noche de verano y realiza la gira más exitosa de su carrera, con Luz Casal y Leño como teloneros. Ofrece 32 conciertos en campos de fútbol y plazas de toros que son presenciados por más de 700 000 personas. En 1984 publica La encrucijada y en 1985 Rock en el ruedo, un recopilatorio, con un tema nuevo, que daría paso a la gira del mismo nombre, un fracaso económico que no gozó del éxito de las anteriores. En 1986 publica el disco El año del cometa con producción internacional a cargo de Tom Dowd.
Ese mismo año, con el deseo de acercar al público español la música rock del otro lado del Atlántico, organiza los Encuentros de Rock Iberoamericano en el Palacio de los Deportes de Madrid, en los que durante tres días se pueden escuchar a diversos grupos de Argentina, Brasil, Chile, España y Venezuela. Esta admiración de Miguel por el rock latinoamericano se pondrá una vez más de manifiesto en 1987 cuando realiza una gira por México llenando la plaza de toros de la capital.
Ese mismo año presenta en Televisión Española un programa sobre la historia de la música pop-rock española de 1962 a 1987, ¡Qué noche la de aquel año!, que obtiene un gran éxito de público y gana un Premio Ondas. A lo largo de veintisiete programas, Miguel interpretó con diversos cantantes y grupos, algunos de los cuales se volvieron a unir para la ocasión, diversos temas que han conformado la historia del rock en castellano. También en 1987 recibe la Medalla de Oro de la Ciudad de Granada. En 1989 publica un nuevo elepé, titulado con su nombre, Miguel Ríos.

### Los años 1990
En 1991 edita Directo al corazón. En esos años realiza varias giras por Latinoamérica, cerrando su contrato con Polydor en 1992 con la publicación del recopilatorio Así que pasen 30 años, que incluye una canción nueva y otra inédita. En 1993 recibe la Medalla de Oro al Mérito en las Bellas Artes, la primera que se concede a un roquero en España, de manos del rey Juan Carlos. Durante ese año y el siguiente realiza y presenta para Canal Sur el programa Fiebre de sur.
En 1994, invitado por Víctor Manuel, participa en el concierto de la gira Mucho más que dos celebrado los días 8 y 9 de abril junto a Ana Belén, Serrat, Antonio Flores, Pablo Milanés, Manolo Tena, Sabina y Juan Echanove. Miguel participó en las canciones Luna, El blues del autobús y La puerta de Alcalá, aparte de hacer los coros a Ana Belén en España camisa blanca de mi esperanza.

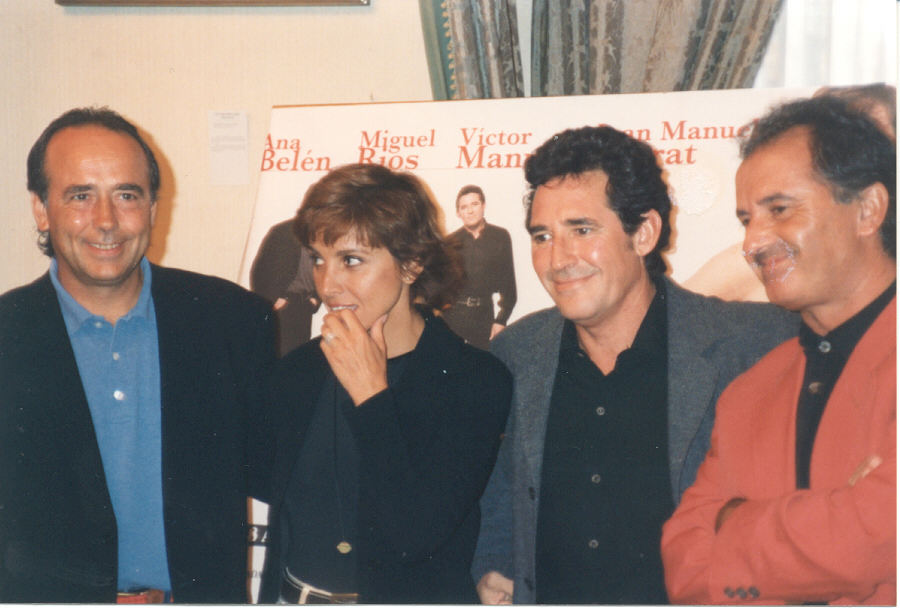
Serrat, Ana Belén, Miguel Ríos y Víctor Manuel en 1996 en la presentación de la gira El gusto es nuestro

En 1996, tras cinco años sin un nuevo trabajo, publica Como si fuera la primera vez, con Virgin Records. Ese mismo año realiza junto a Serrat, Ana Belén y Víctor Manuel la gira El gusto es nuestro, que se convierte en una de las más multitudinarias y exitosas realizadas en España.
En 1997, para conmemorar sus treinta y cinco años en la música, realiza la gira Big Band Ríos en compañía de una big band de dieciséis músicos, y realiza una gira por España y Latinoamérica. Posteriormente retoma con Serrat y Víctor y Ana la gira El gusto es nuestro para viajar a tierras americanas, cosechando grandes éxitos. Más tarde, se publicó un disco del mismo título, grabado durante la gira en España. Este mismo año, funda su sello discográfico, Rock & Ríos Records, para publicar sus discos y los de otros artistas en castellano. El primer trabajo de la nueva compañía es el doble disco en directo Big Band Ríos, de 1998. En 1999, año en que el Ministerio de Trabajo reconoce su larga trayectoria profesional con la concesión de la Medalla de Oro al Mérito en el Trabajo, graba con Ana Belén un disco homenaje a Kurt Weill, Ana Belén, Miguel Ríos: cantan a Kurt Weill con una gira posterior con la Orquesta Ciudad de Granada, por auditorios de todo el país.

### En elsigloXXI

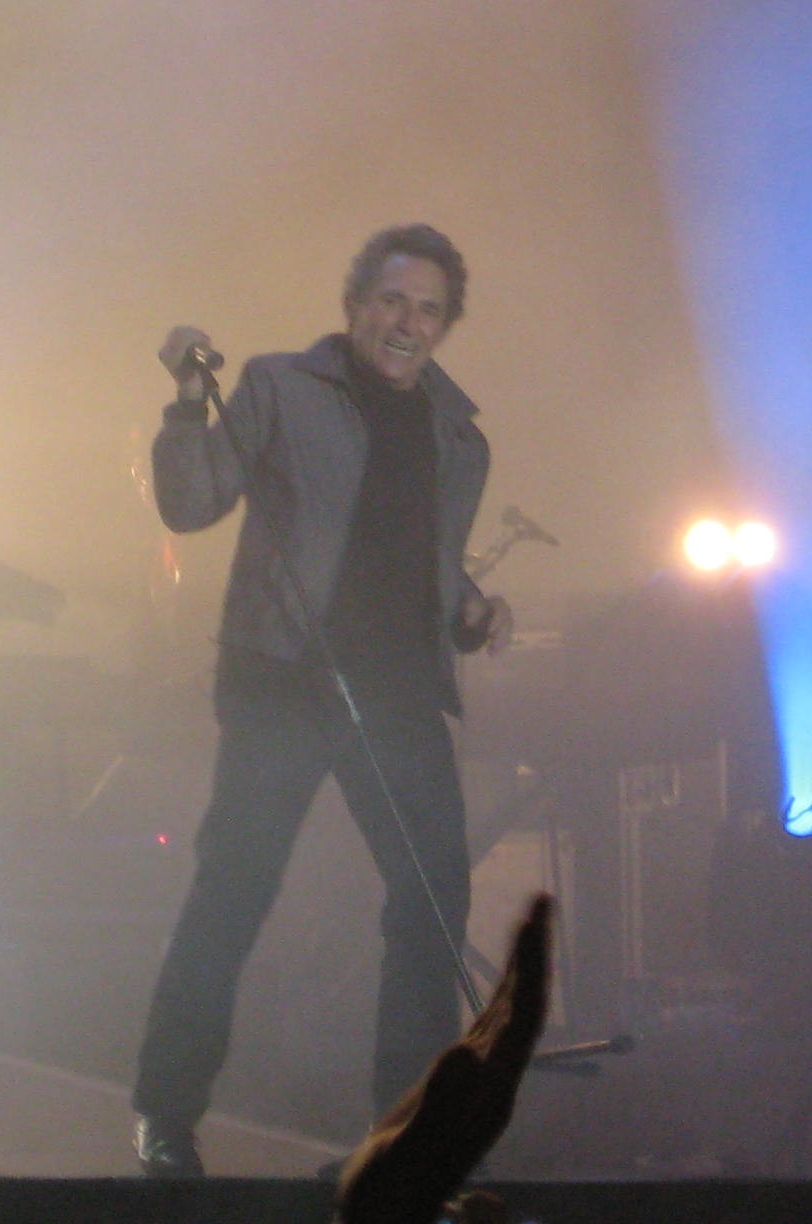
Concierto de su gira Memorias de la carretera, en 2009.

El siglo XXI recibe a Miguel con el reconocimiento del sector discográfico andaluz, que le concede, dentro de los Premios de la Música de Andalucía de ese año, el Premio Especial al reconocimiento de una trayectoria musical, que le entregan dos de las figuras emergentes de la música andaluza, Estrella Morente y Marina Heredia.
Ese mismo año 2000 es invitado por Álex Lora, vocalista de la banda de rock mexicana El Tri, para cantar un dueto con él, la canción Madre Tierra, de su álbum No podemos volar. Miguel había invitado a la banda a tocar en el Primer Encuentro Iberoamericano de 1986. También en este año participa en sendos discos de homenaje a Enrique Urquijo, Carlos Cano y Antonio Flores.
Un año después, en 2001, publicaría Miguel Ríos y las estrellas del rock latino, un disco de duetos con artistas como Rosendo, Joaquín Sabina, Manolo García, Charly García, Fito Páez, Aterciopelados, Maná o El Tri. El álbum recibe el premio de la Academia de las Artes y las Ciencias de la Música al Mejor Álbum de Rock, premios para los que también son nominados el tema Corren tiempos perros y el productor Carlos Narea. Además, es nominado para un Grammy Latino como mejor cantante de rock del año.
En noviembre de ese mismo año inicia una nueva gira que incluye la última tecnología e incorpora una novedad a nivel mundial, al contar con colaboradores representados mediante hologramas. Tras recibir el 28 de febrero del año siguiente la Medalla de Oro de Andalucía, termina en octubre la gira tras actuar en los mejores teatros de España, México y Venezuela. En el Zócalo de la capital mexicana actúa ante 100 000 personas en el marco del Festival Internacional del Centro Histórico.
El 10 de abril de 2003 recibe, de manos de José Saramago, el Premio de Honor de la Academia de las Artes y las Ciencias de la Música por su trayectoria. Ese mismo año regresa a vivir a Granada y el 6 de junio celebra con la Granada Big Band el concierto Vuelvo a granada a beneficio de la Asociación Parálisis Cerebral en el que participan Ana Belén, Víctor Manuel, Ketama, Raimundo Amador, Raúl Alcover, Marina Heredia y Balboa. El 1 de julio recibe la Medalla de Honor de la Fundación Rodríguez-Acosta.
En 2004, para celebrar sus sesenta años, publica el disco 60 mp3, dedicado al blues, que recibe el premio al mejor disco de rock en los Premios de Música en España. En el disco colaboran el guitarrista John Parsons y el poeta Luis García Montero. El álbum, presentado en una gira homónima por toda España y algunas ciudades latinoamericanas, obtiene el premio de la Academia de la Música como Mejor Álbum de Rock y el Premio de la Música 2005 de Canal Sur Radio. En ese mismo año, y cumpliendo con uno de sus deseos íntimos, Miguel actúa en el Festival de Jazz de Granada junto con la Granada Big Band y el saxofonista estadounidense Benny Golson. También en este año participa en el proyecto colectivo en homenaje al centenario del poeta Pablo Neruda Neruda en el corazón.
En 2007 recibe el Premio Ondas en reconocimiento de toda su carrera «por ser un referente en la historia del rock de España» y, durante el primer trimestre, dirige y presenta en Canal 2 Andalucía el programa Buenas noches, bienvenidos. El show de Miguel Ríos que, durante trece programas y sobre la base de la música, buscaba dar cabida al resto de las artes, así como abrir una ventana a la sociedad civil de Andalucía (contaba con la colaboración del Defensor del Pueblo Andaluz), y servir de soporte para la divulgación científica. En noviembre de este año es nombrado hijo predilecto de Granada, distinción otorgada por la Diputación de Granada que le entrega Manuel Chaves, presidente de la Junta de Andalucía. En diciembre publica el recopilatorio 45 Canciones Esenciales. Antología Audiovisual que incluye tres CD con canciones seleccionadas por Miguel y un DVD con actuaciones en televisión y conciertos ofrecidos a lo largo de sus 45 años de carrera.
En 2008 presenta su último trabajo, Solo o en compañía de otros, una retrospectiva con muchas colaboraciones, en el que destaca el nuevo tema "Memorias de la carretera".
En 2009 comenzó su gira "Memorias de la carretera", con la que anunció que pensaba dar fin a su carrera artística. La gira comenzó en el Festival Músicos en la Naturaleza, el 11 de julio en la sierra de Gredos, y debe prolongarse unos dos años con actuaciones en España y Latinoamérica. En este mismo año Warner ha editado un disco homenaje, titulado Bienvenidos, con canciones de la carrera de Miguel Ríos cantadas por otros cantantes tales como Serrat, Víctor Manuel, Ana Belén, Loquillo, Bunbury, Amaral, Chambao y M Clan.
En 2010 inició una gira de despedida, a la que llamó "Bye, bye Ríos", que comenzó en Granada, su ciudad natal, el 17 de septiembre de 2010 y tuvo su último concierto en España exactamente un año después, en Sevilla. Posteriormente a esto, inició una mini-gira por diversas ciudades de México dónde realizó varios conciertos de despedida. Lejos de retirarse como músico profesional, ofrece su voz a colaboraciones esporádicas y a numerosas causas benéficas. En 2013 participa en la biografía "Maneras de vivir. Leño y el origen del rock urbano" de Kike Babas y Kike Turrón, ejerciendo de maestro de ceremonias en la presentación del libro en el Círculo de Bellas Artes de Madrid, junto a los autores y los tres miembros de Leño. 

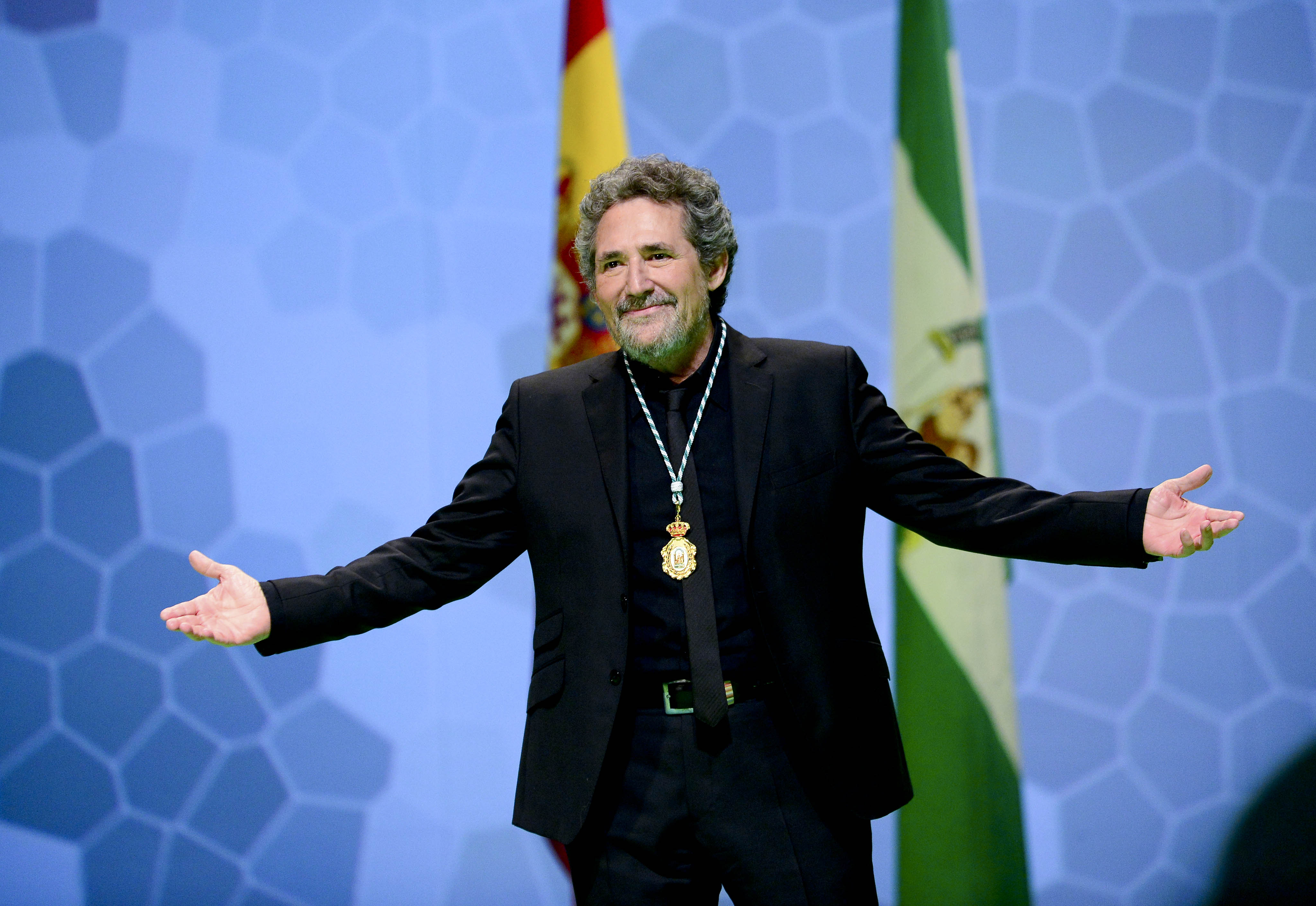
Miguel Ríos nombrado Hijo Predilecto de Andalucía en 2014.

En 2014 la Junta de Andalucía lo distingue con el nombramiento de hijo predilecto de esta comunidad autónoma. El 20 de mayo de 2016, a propuesta del Consejo del Departamento de Historia y Ciencia de la Música, es investido doctor honoris causa por la Universidad de Granada como reconocimiento a su dilatada carrera y extraordinaria aportación a la música universal en relación con las músicas populares y urbanas, y más concreto al rock.
El 7 de julio de 2017 Miguel Ríos se sube al escenario del Palacio de Carlos V de la Alhambra de Granada dentro del 66.º Festival Internacional de Música y Danza junto a Los Black Betty Boys y la Orquesta Ciudad de Granada dirigidos por el Maestro Josep Pons. Relee su cancionero más popular y lo arropa con el traje nobiliario de una orquesta sinfónica. La actuación se graba y nace el disco Symphonic Ríos. El CD se acompaña de un DVD que recoge las imágenes del concierto. Universal Music lo publica el 16 de marzo de 2018. 
En 2021 Miguel Ríos anuncia nuevo disco y su regreso a los escenarios con una gira que arranca el 19 de junio en Marbella. Para esta gira, el cantante actúa con su banda The Black Betty Trio.
El 7 de mayo de 2021 publica su hasta ahora último disco de estudio titulado Un largo tiempo. Se trata de su primer disco con canciones nuevas trece años después del anterior y diez desde que anunció su incumplida retirada. "Un trabajo absolutamente distinto a todo lo que ha hecho hasta ahora, con elevados niveles de creatividad y dignidad", según la crítica aparecida en la revista Efe Eme .
El 8 de enero de 2022, Miguel Ríos fue uno de los cantantes participantes en el concierto solidario Más fuertes que el volcán, el cual fue organizado por Radio Televisión Española con el fin de recaudar fondos para los damnificados por la erupción volcánica de La Palma de 2021.

## Discografía
| EPs - Mike Ríos. El Rey del Twist: "El twist", "Pera madura", "Twist de Saint-Tropez", "Cayendo lágrimas" (1962) - Mike Ríos: "Twist del reloj", "No te alejes de mí", "El anillito", "Bristol" (1962) - Mike Ríos: Locomotion: "No, no lo quiero", "Locomotion", "Twist del mundo", "Vayamos juntos" (1962) - Mike Ríos con Los Relámpagos. ¡Explosivo!: "Detén la noche", "Popotitos", "Hey baby madison", "Spanish twist" (1962) - Mike Ríos: "Una voz extraña", "El rebelde", "Un océano nos separa", "Ruby baby" (1963) - Mike Ríos: "¿Quieres bailar?", "El ritmo de la lluvia", "Una chica igual", "Mi tonta mano" (1963) - Mike Rïos: "Pecosita", "Da-doo-ron-ron", "Los brazos en cruz", "Un diablo disfrazado" (1963) - Mike Ríos con Los Sonor: "¡Oh, mi Señor!", "Hay tantas chicas", "Drip drop", "Bailando surfing" (1964) - Canta Mike: "No pido excusa", "Eso sí que es cariño", "El vagabundo en la playa", "Tu nombre" (1964) - Miguel Ríos: Serenata bajo el sol: "Serenata bajo el sol", "La puedo ver", "Vuelve conmigo", "Dam dam" (1964) - Miguel Ríos: "Consejos de amor", "Cielito lindo", "Huyendo de mí", "He preguntado a mi corazón" (1965) - Miguel Ríos: "Ayer", "Yo no puedo", "Melodía encadenada", "La historia de tres rosas rojas" (1965) - Canciones de la película Hamelín: "Donde", "Linda chica", "Ya lo pagarán", "Mi ilusión de vivir" (1967) Sencillos - "Tú sí tienes ángel" / "Lejos de ti" (1965) - "Ahora que he vuelto" / "Hermanos" (1966) - "La guitarra" / "Antimusical" (1966) - "La guitarra" / "Germans" (1966) - "Caperucita ye-yé" partes 1 & 2 (con Marta Baizan, Mari Carmen Goñi y Los Impala, 1966) - "El río" / "Vuelvo a Granada" (1968) - "Yo sólo soy un hombre" / "El cartel" (1969) - "Contra el cristal" / "No sabes como sufrí" (1969) - "Himno a la alegría" / "Mira hacia ti" (1969) - "Despierta" / "El rock de la cárcel" (1970) - "Como el viento" / "Ella se fue" (1970) - "El Refugio" / "Yo creo en tí" (1971) - "Cantares" (1972) - "Por si necesitas" (1974) - "Una siesta atómica" (1976) - "Al-Ándalus" (1977) - "Rey del Rock" /"Un caballo llamado muerte" (1979) - "Los viejos rockeros nunca mueren" / "Rockero de noche" (1980) - "Nueva Ola (el neón de color rosa)" / Lua Lua, Lua" (1980) - "Santa Lucía" / "El Laberinto" (1980) - "Rocanrol Bumerang" (1980) - "Jugando a vivir" (1981) - "Sal fuera de ti" (1981) - "Año 2000" (1981) - "Banzai" (1982) - "Bienvenidos" / "Santa Lucía" (1982) - "El blues del autobús" / "Reina de la noche" (1982) - "El rock de una noche de verano" / "Retrato robot" (1983) - "No estás sola" / "Antinuclear" (1983) - "Todo a pulmón" / "La reina del keroseno" (1984) - "Rock en el ruedo" / "La encrucijada" (1985) - "El Ruido de Fondo" (1986) - "¡Qué noche la de aquel año!" (1987) - "Mientras el cuerpo aguante" (1989) - "Directo al corazón" / "Libres" (en medio de la noche) (1991) - "En el parque" (1992) - "Así que pasen 30 años" (1992) - "No voy en tren" (1996) - "Macki el Navaja" (1998) - "La Lluna de Alabama" (1999) - "Insurreccón" (2001) - "Aves de paso" (2001) - "60 Razones" (2004) - "Memorias de la carretera" (2008) - "Bye Bye Ríos" (2010) - "El Blues de la Tercera Edad" (2020) - “La estirpe de Caín" (2020) | Álbumes de estudio - Mira hacia ti (1969) - Despierta (1970) - Unidos (1971) - Memorias de un ser humano (1974) - La huerta atómica (1976) - Al-Andalus (1977) - Los viejos rockeros nunca mueren (1979) - Rocanrol bumerang (1980) - Extraños en el escaparate (1981) - El rock de una noche de verano (1983) - La encrucijada (1984) - El año del cometa (1986) - Miguel Ríos (1989) - Directo al corazón (1991) - Como si fuera la primera vez (1996) - 60 mp3 (2004) - Solo o en compañía de otros (2008) - Un largo tiempo (2021) Directos - Conciertos de rock y amor (1972) - Rock & Ríos (1982) - ¡Qué noche la de aquel año! (1987) - ¡Qué noche la de aquel año! Vol. 2 (1987) - Big Band Ríos (1998) - Bye Bye Ríos (2010) - Symphonic Ríos (1CD + DVD) (2018) Recopilatorios - Miguel Ríos (1969) - Grandes éxitos de Miguel Ríos (1970) - Miguel Ríos: Éxitos (1973) - Baladas (1982) - Rock de siempre (1982) - Canciones de una época (1982) - Rock en el ruedo (1985) - Así que pasen treinta años (1992) - Por siempre (1995) - Canciones de amor para tiempos difíciles (1995) - Mike Ríos: sus mejores EP, Volumen 1 (1998) - Miguel Ríos (1999) - Mike/Miguel Ríos, Volumen 2. Todos sus EP (2000) - Miguel Ríos y las estrellas del rock latino (2001) - Vuelvo a Granada (2003) - 45 canciones esenciales. Antología audiovisual (3 CD + DVD) (2007) Colaboraciones - El gusto es nuestro (1996) con Ana Belén, Víctor Manuel y Joan Manuel Serrat - Ana Belén, Miguel Ríos: cantan a Kurt Weill (1999) - A mis niños de 30 años (1999) - Neruda en el corazón (2004) - Subsuelo (2009) - Bien Acompañado (2011) dueto con Reyli Barba en el tema "De la Noche a la Mañana" - "Juego sucio", Compás de espera, LOS MADISON (2012) - "En Granada es posible"(2014) - El gusto es nuestro 20 años (2 CD + DVD) con Ana Belén, Víctor Manuel y Joan Manuel Serrat (2016) |

## Premios y distinciones
- Fotogramas de Plata a la mejor actividad musical (1980).
- Premio Ondas para el programa ¡Que noche la de aquel año! (1987).
- Medalla de Oro de la Ciudad de Granada (1987).
- Medalla de Oro al Mérito en las Bellas Artes (1993).
- Medalla de Oro al Mérito en el Trabajo del Ministerio de Trabajo y Asuntos Sociales (1999).[14]
- Premios de la Música de Andalucía: Premio Especial al reconocimiento de una trayectoria musical (2000).
- Premio de la Academia de las Artes y las Ciencias de la Música al Mejor Álbum de Rock por Miguel Ríos y las estrellas del rock latino (2001).
- Medalla de Oro de Andalucía (2002).
- Premio de Honor de la Academia de las Artes y las Ciencias de la Música por su trayectoria (2003).[15]
- Medalla de Honor de la Fundación Rodríguez-Acosta (2003).
- Premios de la Academia de la Música: Premio al mejor disco de rock por Miguel Ríos 60 mp3 (2004).
- Premio de la Música 2005 de Canal Sur Radio por Miguel Ríos 60 mp3 (2004).
- Premio Ondas en reconocimiento a toda su carrera (2007).
- Latin Grammy Awards a la Excelencia y en reconocimiento a toda su carrera (2013).
- Hijo Predilecto de Andalucía (2014).[16]
- Doctor honoris causa por la Universidad de Granada (2016).[17]
- Doctor honoris causa por la Universidad Miguel Hernández (2018).[18]